# Lordprotektor

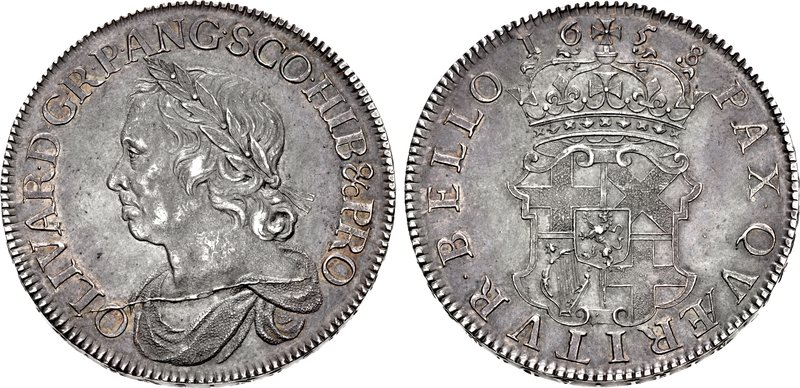
Cromwelltaler des Lordprotektors von 1658 – der Stempelriss wurde mit der Enthauptung nach seinem Tod in Verbindung gebracht

Der englische Titel Lordprotektor (engl.: Lord Protector, „Schutzherr“), ursprünglich auf Regenten angewandt, bezeichnete während der kurzen republikanischen Phase der britischen Geschichte das Staatsoberhaupt des Commonwealth von England, Schottland und Irland.

## Geschichte
Bis zur Mitte des 17. Jahrhunderts bezeichnete der Titel „Lordprotektor“ den Vormund unmündiger englischer Herrscher. Bekannte Titelträger waren:
- John of Lancaster, 1. Duke of Bedford und Humphrey, Duke of Gloucester, von 1422 bis 1429 zusammen Lords Protector für Heinrich VI. (1421–1471)
- Richard Plantagenet, 3. Duke of York, für den entmündigten König Heinrich VI.
- Richard, Duke of Gloucester, der spätere König Richard III., der zunächst anstelle seines Neffen Eduard V. regierte
- Edward Seymour, 1. Duke of Somerset, als Regent für den jungen Eduard VI.

Nachdem die Monarchie in England mit der Enthauptung König Karls I. bereits im Jahr 1649 abgeschafft worden war, scheiterte Oliver Cromwell mit seiner Politik, die darauf abzielte, eine von allen anti-royalistischen Kräften gestützte neue Verfassungsordnung zu schaffen. Er handelte schließlich ähnlich wie der König, den er Jahre zuvor wegen ebendieser Vorgehensweise bekämpft hatte: 1653 löste er in einem Staatsstreich das Rumpfparlament auf und errichtete eine Militärdiktatur, als deren Oberhaupt er den Titel Lord Protector annahm.
Nach Oliver Cromwells Tod 1658 übernahm sein Sohn das Amt und den Titel. Richard Cromwell konnte sich jedoch weder bei der Armee noch bei der Bevölkerung durchsetzen und dankte bereits im Frühjahr 1659 ab. Dies machte den Weg frei für die Restauration des Stuart-Königtums unter Karl II. im Jahr darauf.
Die nur im Todesjahr Oliver Cromwells geprägte englische Silberkrone mit der deutschen Bezeichnung Cromwelltaler zeigt den bei dieser Münze größtenteils vorhandenen Stempelriss, der vom Hals des Brustbildes bis zu dem Wort NEMO (rückwärts gelesen: Omen) der Randschrift verläuft und mit seiner postumen Hinrichtung in Verbindung gebracht wurde.